# Skinner's Black Laboratories
Skinner's Black Laboratories è un album di Andy Hawkins e Justin Broadrick, pubblicato nell'agosto 1995. È stato registrato intorno a marzo/maggio 1995.

## Tracce
1. Guitar One (Justin Broadrick) - 9:02
2. Guitar Two (Justin Broadrick) -  7:21
3. Guitar Three (Justin Broadrick) - 10:45
4. Guitar Four (Justin Broadrick) - 13:35
5. River Blindness feat Andy Hawkins (Andy Hawkins) - 10:04
6. Nine Tails feat Andy Hawkins (Andy Hawkins)  - 13:25

## Formazione
- Justin Broadrick - chitarra elettrica (1-4), produzione (1-4)
- Andy Hawkins - chitarra elettrica (5, 6), produzione (5, 6)

### Formazione tecnica
- Guy Marc Hinant - editing
- Bill Laswell - produttore (5, 6)
- Layng Martin - ingegnere (5, 6), mix (5, 6)
- Manuel Mohino - ingegnere
- Robert Musso - ingegnere (5, 6), mix (5, 6)